# Suecia en los Juegos Olímpicos de Sochi 2014
Suecia estuvo representada en los Juegos Olímpicos de Sochi 2014 por un total de 106 deportistas que compitieron en 9 deportes. Responsable del equipo olímpico fue el Comité Olímpico Sueco, así como las federaciones deportivas nacionales de cada deporte con participación.
El portador de la bandera en la ceremonia de apertura fue el esquiador de fondo Anders Södergren.

## Medallistas
El equipo olímpico sueco obtuvo las siguientes medallas:
| Nombre                                                                                    | Deporte            | Competición             |
| ----------------------------------------------------------------------------------------- | ------------------ | ----------------------- |
| Oro                                                                                       |                    |                         |
| Lars Nelson Daniel Richardsson Johan Olsson Marcus Hellner                                | Esquí de fondo     | 4 × 10 km M             |
| Ida Ingemarsdotter Emma Wiken Anna Haag Charlotte Kalla                                   | Esquí de fondo     | 4 × 5 km F              |
| Plata                                                                                     |                    |                         |
| Maria Prytz Christina Bertrup Maria Wennerström Margaretha Sigfridsson Agnes Knochenhauer | Curling            | Equipo F                |
| Teodor Peterson                                                                           | Esquí de fondo     | Velocidad M             |
| Johan Olsson                                                                              | Esquí de fondo     | 15 km M                 |
| Marcus Hellner                                                                            | Esquí de fondo     | 30 km M                 |
| Charlotte Kalla                                                                           | Esquí de fondo     | 10 km F                 |
| Charlotte Kalla                                                                           | Esquí de fondo     | 15 km F                 |
| Equipo                                                                                    | Hockey sobre hielo | Torneo M                |
| Bronce                                                                                    |                    |                         |
| Niklas Edin Sebastian Kraupp Fredrik Lindberg Viktor Kjäll Oskar Eriksson                 | Curling            | Equipo M                |
| Anna Holmlund                                                                             | Esquí acrobático   | Campo a través F        |
| Emil Jönsson                                                                              | Esquí de fondo     | Velocidad M             |
| Daniel Richardsson                                                                        | Esquí de fondo     | 15 km M                 |
| Emil Jönsson Teodor Peterson                                                              | Esquí de fondo     | Velocidad por equipos M |
| Ida Ingemarsdotter Stina Nilsson                                                          | Esquí de fondo     | Velocidad por equipos F |